# كفر عبد الرحمن (دسوق)
كفر عبد الرحمن، هي إحدى القري التابعة للوحدة المحلية بقرية العجوزين، التي تتبع مركز دسوق التابع لمحافظة كفر الشيخ في جمهورية مصر العربية.

## توابع القرية
لها 4 توابع من عزب وكفور ونجوع:
- يحيى
- باسيلي
- يوسف شلبي
- أبو زامل

## السكان
حسب إحصاءات عام 2006، بلغ إجمالي السكان في كفر عبد الرحمن 1200 نسمة، منهم 632 ذكر و568 أنثى.